# Maltese First Division 1922/1923
Soutěžní ročník Maltese First Division 1922/23 byl 12. ročníkem Maltese First Division, nejvyšší maltské fotbalové ligy. Soutěž byla v této sezóně zúžena ze 7 na 6 účastníků. Šampionem se stala Sliema Wanderers.

## Tabulka
| Poř. | Tým               | Z | V | R | P | VG | OG | B  |
| ---- | ----------------- | - | - | - | - | -- | -- | -- |
| 1.   | Sliema Wanderers  | 5 | 5 | 0 | 0 | 10 | 1  | 10 |
| 2.   | Floriana          | 5 | 4 | 0 | 1 | 13 | 1  | 8  |
| 3.   | Sliema Rangers    | 5 | 2 | 1 | 2 | 3  | 5  | 5  |
| 4.   | Ħamrun Spartans   | 5 | 2 | 0 | 3 | 2  | 6  | 4  |
| 5.   | Vittoriosa Rovers | 5 | 1 | 1 | 3 | 3  | 9  | 3  |
| 6.   | Valletta United   | 5 | 0 | 0 | 5 | 1  | 10 | 0  |

|  | Vítěz ligy |